# Цяо Цинчэнь
Ця́о Цинчэ́нь (кит. упр. 乔清晨; род. в октябре 1939, Чжэнсянь, пров. Хэнань) — китайский генерал-полковник ВВС (2002), в 2002—2007 годах главнокомандующий ВВС НОАК, член ЦВС (КНР/КПК с 2005/2004).
Член КПК с 1960 года, член ЦК КПК 16 созыва.

## Биография
По национальности ханец.
В рядах НОАК с 1956 года.
В 1962—1965 годах военный лётчик ВВС.
В 1965—1970 годах военный лётчик отдельной дивизии ВВС.
С 1970 года заместитель, в 1971—1978 годах политкомиссар отдельного батальона ВВС.
С 1978 года заместитель, в 1979—1983 годах комдив ВВС.
В 1983—1985 годах заместитель политкомиссара ВВС 4-й армии.
В 1985—1990 годах начальник политотдела ВВС 8-й армии.
В 1990 году обучался в партшколе при ЦК КПК.
В 1990—1996 годах заместитель политкомиссара в: ВВС 8-й армии, Чэндуском ВО, Цзинаньском ВО.
С 1996 года член посткома парткома, в 1999—2004 годах секретарь парткома ВВС НОАК.
В 1996—1997 годах командующий ВВС Пекинского ВО.
В 1997—1999 года заместитель командующего ВВС НОАК и член их посткома парткома.
В 1999—2002 годах политкомиссар, в 2002—2007 годах главнокомандующий ВВС НОАК и секретарь их парткома (с 1999).
Генерал-майор ВВС (сентябрь 1988), генерал-лейтенант ВВС (июль 1996?7), полный генерал ВВС (май 2002).